# Moulin d'Oborne
De Moulin d'Oborne (ook: Le Moulin Jacques of Moulin Seronvale) is een voormalige watermolen op de Jeker, gelegen aan de Rue d'Oborne 22 in Oborne, een gehucht van Glaaien.
Deze onderslagmolen, later turbinemolen, fungeerde als korenmolen.

## Geschiedenis
Van een molen op deze plaats was al sprake in 1352 en ook in de 17e eeuw werd ze vermeld. In de 19e eeuw werd het onderslagrad vervangen door een turbine. Later ging het molengebouw deel uitmaken van een mechanische maalderij (farines Joval). Nadat de Jeker was rechtgetrokken werd een deel van het molengebouw, inclusief watergevel en centrale hijsinrichting, gesloopt.
Een deel van de mechanische overbrenging en het turbinerad werden op een sokkel vóór het resterende deel van het watermolengebouw geplaatst.